# Enzo Giménez
Enzo Daniel Giménez Rojas (Luque, 17 febbraio 1998) è un calciatore paraguaiano, centrocampista del Rosario Central.

## Palmarès

### Club

#### Competizioni nazionali
- Campionato paraguaiano: 2

Cerro Porteño: Apertura 2020, Clausura 2021